# 正纺锤峨螺
正纺锤峨螺（学名：Siphonalia fusoides），是新腹足目峨螺科Siphonalia属的一种。主要分布于韩国、中国大陆、台湾，常栖息在浅海沙底。